# Mörel
Mörel a fost până la data de 31 decembrie 2008 o comună din cantonul Valais, Elveția. De la 1 ianuarie 2009 a fost unit cu Filet, luând naștere Mörel-Filet.